# شکست بخورید و برخیزید

شکست بخورید و برخیزید (به انگلیسی: How to Fail at almost Everything and still Win Big) یک کتاب با موضوع خود راهنما یا کمک به خود است که توسط اسکات آدامز نویسنده و کارتونیست اهل ایالات متحده، نگاشته و در ۸ آوریل سال ۲۰۱۴ توسط انتشارات کتاب‌های پنگوئن یو کی منتشر شد. این کتاب توسط شاهین احمدی ترجمه و توسط انتشارات دنیای اقتصاد چاپ شده‌است.